# Luis Llosa
Luis Llosa (ur. 1951 w Limie) – peruwiański reżyser i producent filmowy. Jest spokrewniony ze słynnym pisarzem Mario Vargasem Llosą.

## Filmografia
- Strefa zbrodni (1988)
- 800 mil z biegiem Amazonki (1993)
- Amazonka w ogniu (1993)
- Snajper (1993)
- Specjalista (1994)
- Anakonda (1997)
- Święto kozła (2005)